# Robert Partridge
Pour les articles homonymes, voir Partridge.
Robert “Rob” Partridge, , né le 11 septembre 1985 à Wrexham au Pays de Galles, est un coureur cycliste britannique.

## Biographie
Il met un terme à sa carrière de coureur cycliste à l'issue de la saison 2017.

## Palmarès
- 2003
  -  Champion du Pays de Galles sur route juniors
- 2006
  - 2e du Beaumont Trophy
- 2007
  -  Champion de Grande-Bretagne sur route espoirs
- 2008
  -  Champion du Pays de Galles sur route
  - 3e de la FBD Insurance Rás
- 2009
  -  Champion du Pays de Galles sur route
- 2010
  - Ryedale Grand Prix
- 2013
  - 2e de la Perfs Pedal Race
- 2014
  - Jock Wadley Memorial
  - 3e de l'Eddie Soens Memorial

## Classements mondiaux
| Année           | 2006  | 2007 | 2008 | 2009 | 2010 | 2011  | 2012 | 2013 | 2014 |
| --------------- | ----- | ---- | ---- | ---- | ---- | ----- | ---- | ---- | ---- |
| UCI Europe Tour | 1329e |      | 711e |      | 654e | 1183e |      |      | 830e |